# Iráváti
Iráváti è l'ottavo album della cantante giapponese Megumi Hayashibara uscito il 6 agosto 1997 per la King Records. L'album ha raggiunto la quinta posizione della classifica degli album più venduti in Giappone.

## Tracce
1. Good Luck!
2. I'll be there (Ballad Version)
3. Successful Mission
4. Tamashii no rufuran (Aqua Groove Mix) (魂のルフラン (Aqua Groove Mix)?, Soul's Refrain (Aqua Groove Mix))
5. Deja Vu
6. The Gift (Fire Ball Groove Mix)
7. RUN ALL THE WAY!
8. Just Be Conscious
9. Kokoro yo Genshi ni Modore (Naked Flower Version)) 心よ原始に戻れ (Naked Flower Version)
10. Ashita ni nare (明日になれ ?)
11. Reflection
12. Thirty
13. Gen ei (幻影?, Hallucination)